# Gaceta de La Habana
La Gaceta de La Habana fue un periódico impreso en la Capitanía General de Cuba. Fue dirigido por Diego de la Barrera y apareció en 1782.